# سو توماس
سو توماس (بالإنجليزية: Sue Thomas)‏ هي مؤلفة وكاتِبة أمريكية، ولدت في 24 مايو 1950 في بوردمان في الولايات المتحدة.

## وصلات خارجية
- سو توماس على موقع IMDb (الإنجليزية)
- سو توماس على موقع قاعدة بيانات الفيلم (الإنجليزية)